# Bilyne
Bilyne (ukrainisch Білине) ist ein Dorf im Norden der ukrainischen Oblast Odessa mit etwa 2000 Einwohnern (2004).

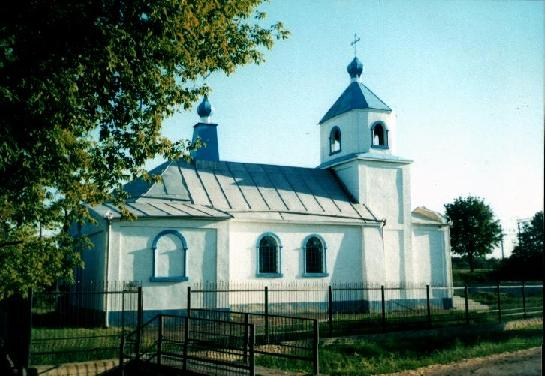
Dorfkirche

Das 1864 im Zuge des Baus der Bahnstrecke Odessa-Balta gegründete Dorf liegt an der Regionalstraße P–71 8 km südlich vom ehemaligen Rajonzentrum Balta und 195 km nördlich vom Oblastzentrum Odessa, im Dorf befindet sich bis heute der Bahnhof der Stadt Balta.

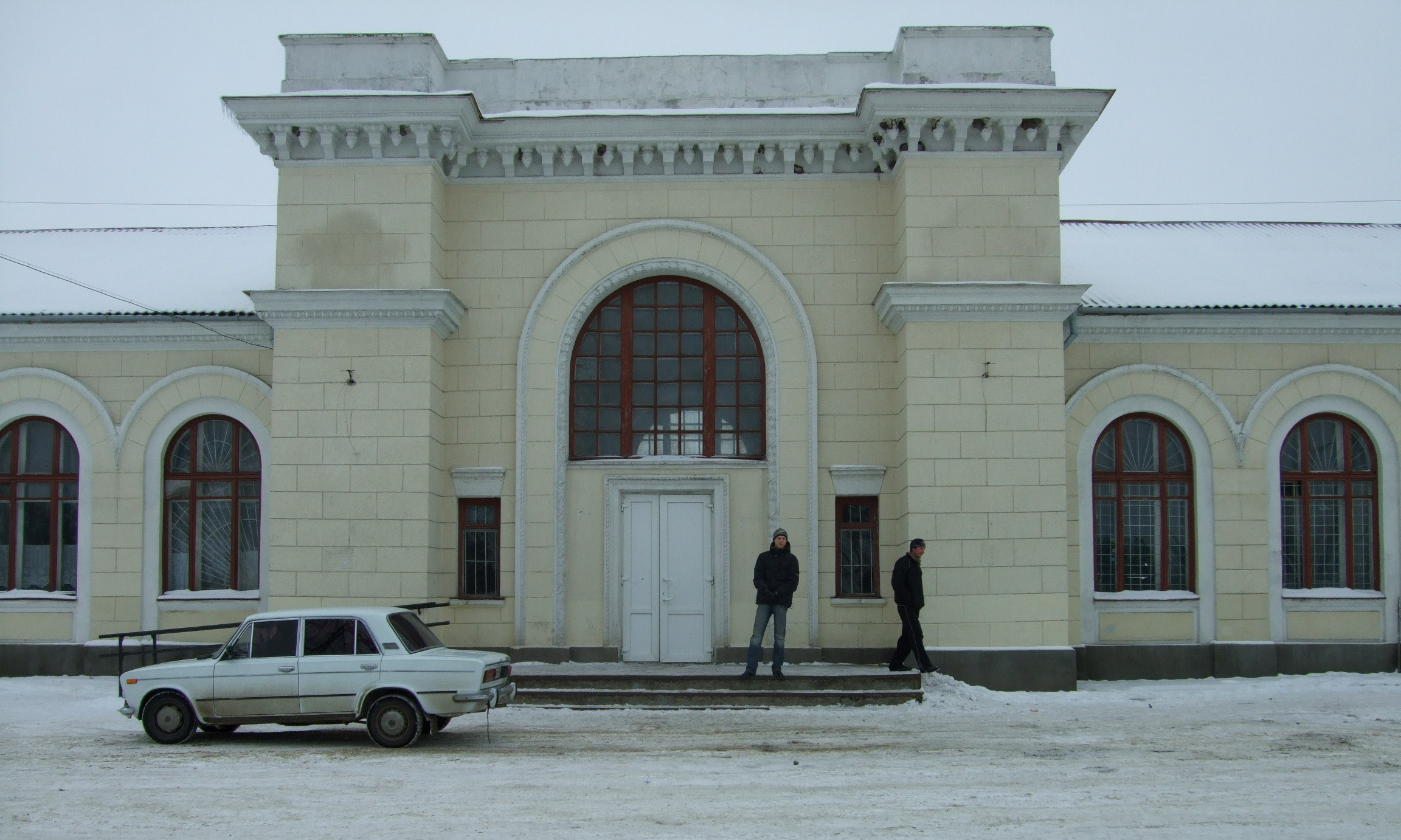
Bahnhofsgebäude im Ort

Am 12. August 2015 wurde das Dorf ein Teil der Stadtgemeinde Balta; bis dahin bildete es zusammen mit den Dörfern Akulyniwka (Акулинівка), Charytyniwka (Харитинівка), Petriwka (Петрівка) und Widrada (Відрада) die Landratsgemeinde Bilyne (Білинська сільська рада/Bilynska silska rada) im Süden des Rajons Balta.
Seit dem 17. Juli 2020 ist es ein Teil des Rajons Podilsk.